# Giorgia (cantante 1971)
Giorgia, pseudonimo di Giorgia Todrani (Roma, 26 aprile 1971), è una cantautrice italiana.
È considerata una delle più grandi interpreti della musica italiana e grazie alle sue notevoli doti vocali ha avuto successo anche in altri paesi come Paesi Bassi, Regno Unito, Spagna, Canada e Stati Uniti d'America e nel mercato dell'America Latina.
Giorgia ha venduto oltre 25 milioni di dischi in tutto il mondo, tra album, singoli, EP e DVD, di cui più di 1 800 000 (circa 500 000 di album) dopo l'inizio dell'era FIMI, con 12 album nella top-ten italiana, 5 dei quali arrivati al numero uno, e 25 singoli top-ten di cui 5 numero uno.
Ha partecipato, in totale, sei volte al Festival di Sanremo, ottenendo nella categoria Big il primo, il terzo e il secondo posto; nell'edizione del 1995, in cui risultò vincitrice con Come saprei, fu la prima cantante nella storia del festival a conquistare quattro premi: Primo posto Big, Premio della critica (prima cantante ad aggiudicarsi entrambi i principali riconoscimenti), Premio autori e Premio radio e TV. Nel 2003 ha scritto e interpretato Gocce di memoria, brano colonna sonora del film La finestra di fronte riconosciuto con il Nastro d'argento alla migliore canzone originale e il David di Donatello per il miglior musicista al compositore Andrea Guerra.
Nel 2023 ha debuttato come attrice nel film Scordato diretto da Rocco Papaleo, ottenendo una candidatura ai Nastri d'argento alla migliore attrice in un film commedia e ai Ciak d'oro alla rivelazione dell'anno, oltre che per la migliore canzone originale con il brano colonna sonora Tu sei una parte di me. Nel 2025 ha ottenuto la candidatura al David di Donatello per la migliore canzone originale con il brano Diamanti, tratto dal film omonimo diretto da Ferzan Özpetek.

## Biografia

### Primi anni

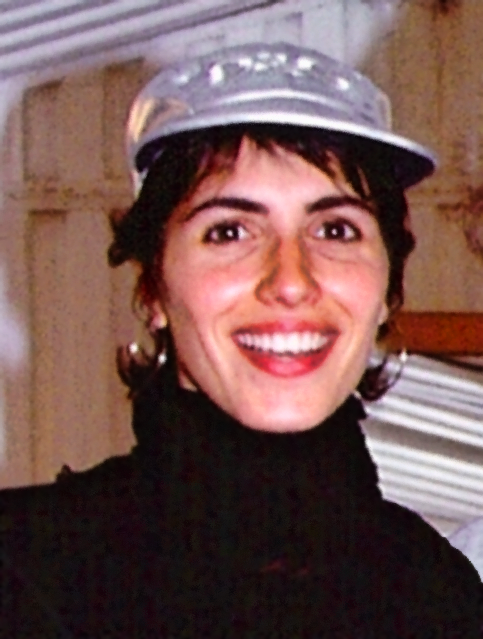
Giorgia Todrani a inizio anni '90

Nata nel 1971 a Roma, Giorgia è la figlia di Elsa Giordano e del cantante e musicista Giulio Todrani, membro del duo canoro Juli & Julie e, in seguito, fondatore del gruppo soul e rhythm and blues Io vorrei la pelle nera; il padre decise di chiamarla Giorgia in tributo a Georgia on My Mind, brano di Ray Charles. La prima registrazione di Giorgia è del 1979 insieme a Cristina Montefiori, un 45 giri intitolato Chiamatemi Andrea per la stessa etichetta (la Yep) che pubblicava i dischi di Juli & Julie.
La sua prima formazione, a sedici anni, avvenne sotto la guida del tenore lirico Luigi Rumbo, cantore della Cappella Sistina; forma il Giorgia Todrani's Group. Una sera in un club romano conosce Marco Rinalduzzi e Massimo Calabrese: da lì inizia la collaborazione con i due musicisti e produttori, le esibizioni nei club con gli Io vorrei la pelle nera, la Friends Acoustic Night dove la cantante forma il suo bagaglio tecnico che spazia dal jazz al soul, dal blues al rock. Conseguito il diploma al liceo linguistico con il massimo dei voti, si iscrive alla facoltà di Lingue con l'obiettivo di diventare insegnante e guadagna i primi soldi incidendo cori per i jingle pubblicitari.
Continua lo studio con il maestro Luigi Rumbo, praticato fino ai 26 anni. Nel 1992 vengono registrati diversi concerti nei club romani con la Friends Acoustic Night (Giorgia voce, Marco Rinalduzzi chitarre e cori, Massimo Calabrese basso e cori, Alberto Bartoli batteria), e nel 1993 diventano due CD live prodotti da Rinalduzzi e Calabrese con la produzione esecutiva di Ben Sidran, Natural Woman (Live in Rome), e One More Go Round, entrambi per l'etichetta Go Jazz; i due dischi, in cui la cantante reinterpreta alcuni classici come Ain't No Sunshine o Bridge over Troubled Water verranno ristampati nel 1995 dalla Flying Records, dopo il successo di Giorgia e, in una ulteriore versione, insieme come doppio cd.
Nel 1992 contribuisce anche, con suggestivi vocalizzi eterei, a diversi brani del CD 11:11 Open the door di Maximus and Felix.

### Prima partecipazione a Sanremo Giovani e debutto
La carriera ufficiale della cantante comincia nell'autunno del 1993, quando presenta a Sanremo Giovani un brano scritto da lei, Marco Rinalduzzi e Massimo Calabrese (in seguito insieme produttori di Alex Baroni e Massimo Calabrese con suo fratello Piero scopritore e produttore di Marco Mengoni), Nasceremo, classificandosi prima e ottenendo perciò l'accesso al Festival di Sanremo dell'anno successivo nella sezione "Nuove proposte".
Nel febbraio 1994, a Sanremo nella sezione "Nuove proposte", Giorgia canta quella che diventerà una delle sue canzoni più note, E poi, scritta nuovamente da lei, da Rinalduzzi e da Calabrese, ma si classifica solo settima. I due coautori di E poi comunque producono il suo primo disco, intitolato semplicemente Giorgia, registrato e mixato da Marco Covaccioli. L'album contiene entrambi i brani interpretati sul palco dell'Ariston più altri nove inediti (sempre scritti a sei mani da Giorgia, Calabrese e Rinalduzzi) e la fortunata cover di Nessun dolore di Mogol e Battisti. Raggiunto, sorprendentemente il secondo posto della classifica dei dischi più venduti, Giorgia arriva a vendere 180 000 copie, trasformandola da sconosciuta a vera big della musica pop italiana. Qualche tempo dopo viene invitata da Luciano Pavarotti al suo programma Pavarotti & Friends, dove interpreta un brano dei Queen, Who Wants to Live Forever. La stessa sera duetta con Pavarotti in una versione del classico della musica partenopea Santa Lucia luntana. Duetta inoltre con Sting, Bocelli, Pavarotti, Bryan Adams, Nancy Gustafson e Andreas Vollenweider nel brano All for Love e nel brano La traviata / Act 1 - Libiamo ne' lieti calici (Brindisi).
Alla vigilia di Natale del 1994 si esibisce per il Papa in Vaticano, cantando al fianco di Andrea Bocelli, con il quale nel 1995 reinterpreta la nota Vivo per lei, cover degli O.R.O.. Giorgia si esibirà altre due volte davanti a papa Giovanni Paolo II.

### La vittoria a Sanremo 1995: l'inizio del grande successo
Il sodalizio già stretto con Michele Torpedine (già manager di Zucchero e Andrea Bocelli) porta Giorgia l'anno successivo al Festival di Sanremo con la canzone Come saprei (scritta con Eros Ramazzotti, Adelio Cogliati, Vladi Tosetto, e arrangiata da Celso Valli), con la quale conquista la vittoria e diventa la prima artista a ricevere nello stesso tempo il Premio della Critica (oggi premio Mia Martini), circostanza che in seguito si ripeterà con Elisa nel 2001, Simone Cristicchi nel 2007, Roberto Vecchioni nel 2011 e Diodato nel 2020. Essendo inoltre la prima artista romana ad affermarsi nella kermesse, l'allora sindaco della capitale Francesco Rutelli la promuove "ambasciatrice della romanità".
Nella primavera del 1995 Giorgia è invitata a esibirsi in presenza di papa Giovanni Paolo II sul sagrato della basilica di San Pietro in Vaticano dove intona l'Ave Maria di Renato Serio, uno spiritual, Man in the mirror di Michael Jackson e Bridge over Troubled Water di Simon & Garfunkel. Il 28 marzo 1995 co-conduce con Pippo Baudo il programma televisivo musicale italiano Sanremo Top a cui la cantante aveva partecipato anche l'anno precedente.
Successivamente viene pubblicato l'album Come Thelma & Louise, che esordisce alla seconda posizione della classifica FIMI e vende 300 000 copie in poche settimane in totale ha poi superato le 400 000. Elton John la vuole come ospite d'onore nella sua tournée italiana. Il cantautore britannico definì quella di Giorgia "una delle più belle voci del mondo". Nel 1999, del brano Come saprei è stata incisa anche la versione in spagnolo per il mercato latino, Como sabrè.

### Il terzo disco:Strano il mio destino
Nel 1996 Giorgia torna al Festival di Sanremo, arrivando terza con Strano il mio destino, scritta a quattro mani con Maurizio Fabrizio. Il successivo disco, Strano il mio destino (Live & studio 95/96), registrato quasi tutto dal vivo, tranne la title track ed un remix di E c'è ancora mare (remixata dal musicista napoletano Enzo Gragnaniello), debutta alla numero 2 della classifica italiana e vende oltre 400 000 copie.
Sette sono i brani del cd registrati dal vivo durante il tour teatrale dell'artista, tenutosi tra il 1995 e il 1996. Si segnalano la partecipazione di Olivia Mc Clurkin e quella di Michael Baker.
Nello stesso anno prende parte a un progetto internazionale di beneficenza, duettando nel brano The power of peace che vede la collaborazione anche di Aretha Franklin, Enrique Iglesias e Chris de Burgh. Il brano Riguarda noi inoltre viene inserito nell'omonima compilation, commercializzata in tutto il mondo.

### Il lavoro con Pino Daniele:Mangio troppa cioccolata
Nel 1997 Giorgia incontra Pino Daniele: l'amicizia che nasce tra i due artisti sfocia in una collaborazione artistica che confluisce nell'album Mangio troppa cioccolata che regala una nuova soddisfazione all'artista debuttando alla prima posizione della classifica FIMI e vende in dieci giorni 300 000 copie. In totale supera le 600 000 copie.
Il disco è prodotto proprio dal musicista napoletano. Giorgia ricambia prestando la sua voce a Scirocco d'Africa, canzone inserita nel disco di Pino Daniele Dimmi cosa succede sulla terra. Mangio troppa cioccolata segna una svolta nella musicalità dell'artista, grazie all'influenza di Pino Daniele unito alle melodie "pop-soul" di Giorgia. Questi cambiamenti si uniscono alla nuova immagine della cantautrice, che in questo periodo portava i capelli rasati. Nel 1998 il disco viene distribuito in vari paesi europei, tra i quali: Francia, Belgio, Paesi Bassi, Germania, Svezia e Finlandia. L'album riceve una candidatura al Premio italiano della musica come "Miglior album dell'anno" nel 1998.
Nel dicembre del 1998 Giorgia si esibisce nella trasmissione Taratata in onda su Rai 1 al fianco di Herbie Hancock, con il quale inizia il sodalizio artistico interpretando Summertime e The Man I Love di George Gershwin, Dimmi dove sei ed E poi.

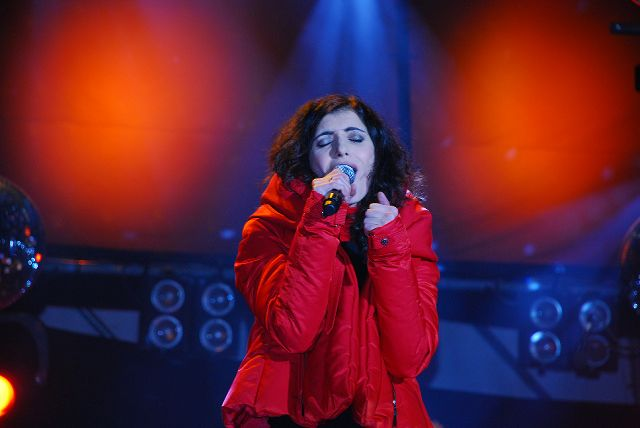
Giorgia durante il concerto di Capodanno 2008 al Foro Traiano

### Girasole
Nel 1999, forte dell'esperienza acquisita, affronta il nuovo disco Girasole, del quale cura sia la produzione esecutiva sia quella artistica, coadiuvata da Adriano Pennino. L'album rimane in classifica oltre un anno, vendendo più di 300 000 copie.
Il disco comprende, oltre al grande successo Girasole, anche brani come Parlami d'amore, Tradirefare e una versione de Il cielo in una stanza di Gino Paoli rifatta da Giorgia apposta per l'omonimo film dei Vanzina che ha raggiunto la prima posizione in classifica italiana. Sempre nel 1999, Giorgia diventa ambasciatrice dell'UNICEF. L'album, mixato nel celebre studio "Soul II Soul" di Londra, vanta la collaborazione di Diane Warren (Parlami d'amore), di Des'ree (Se ci sei) e di Alex Baroni (È la verità). Sempre nel 1999 viene pubblicato in Spagna, Portogallo e America Latina il disco Giorgia España. Nello stesso anno continua la collaborazione con Herbie Hancock in un tour europeo nei maggiori Festival Jazz del continente, da Umbria Jazz, a Londra, Antibes, Montreux, passando per il Lucca Summer Festival e Malta.

### Senza alie nuova apparizione a Sanremo
La tappa seguente nella carriera discografica di Giorgia si chiama Senza ali (2001), disco concepito in grande e realizzato come un vero progetto internazionale: registrato tra Minneapolis e Los Angeles con il fonico di Santana e prodotto da Michael Baker, con la collaborazione di musicisti come Ricky Peterson, Maurizio Fiordiliso, Stefano Senesi. Alla registrazione partecipa nuovamente Herbie Hancock, che appare nel brano Il mare sconosciuto.
Il cd esordisce al quarto posto nella classifica FIMI e diventa uno degli album più venduti dell'anno, con oltre 350 000 copie. Sempre nello stesso anno, per presentare l'album, Giorgia ritorna al Festival, con Di sole e d'azzurro, scritta per lei da Zucchero Fornaciari. Si classifica al secondo posto dietro a Elisa, vincitrice con Luce (tramonti a nord est). La canzone ottiene un grande successo e diventa uno dei cavalli di battaglia della cantante romana, tradotto anche in inglese e modificato per il mercato britannico con il titolo With you. Giorgia tiene in questo periodo una serata al "Jazz Cafè" di Londra. Nell'album compare ancora una volta Alex Baroni, autore del brano Prima di domani.

### Greatest Hits - Le cose non vanno mai come credi
Dopo la perdita del compagno Baroni, nel 2002 Giorgia pubblica Greatest Hits - Le cose non vanno mai come credi, raccolta di successi con l'aggiunta di tre inediti: la hit Vivi davvero, Marzo (canzone dedicata ad Alex Baroni dal cui testo è tratto il titolo della raccolta) e una nuova versione di E poi. Il disco supera le 800 000 copie vendute e diventa il secondo cd più venduto dell'anno in Italia, e prepara il terreno alla tournée che Giorgia tiene nei palasport fra novembre e dicembre 2002. L'album ha venduto negli anni oltre 1 milione di copie.
L'anno si chiude con il duetto insieme a Ronan Keating. La canzone è We've Got Tonight, una cover di un successo di Bob Seger, e il duetto con Keating viene lanciato in tutta Europa.

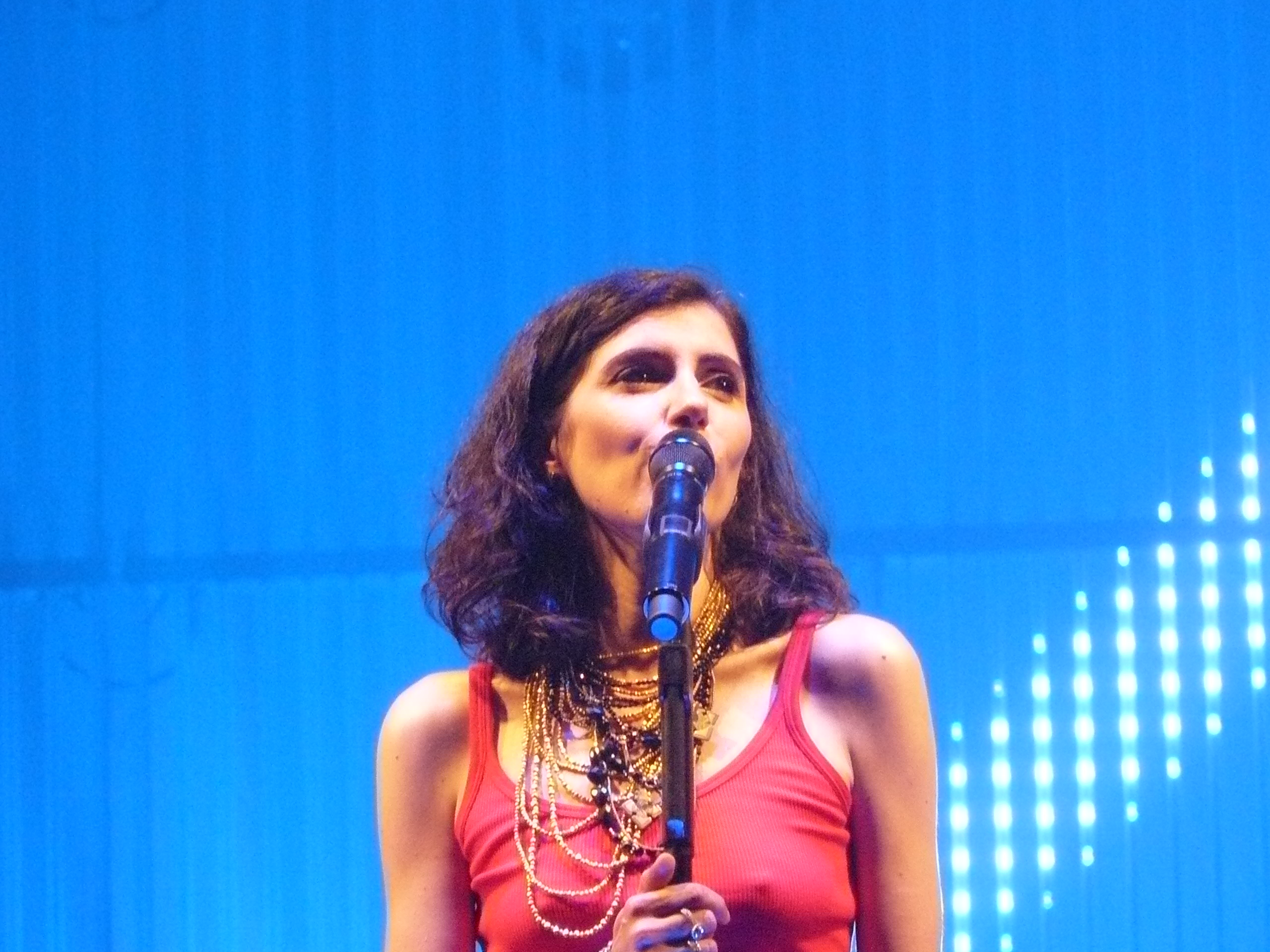
Giorgia nel 2009

Dal gennaio 2009 al maggio 2012, dopo 10 anni dalla pubblicazione, l'album arriva a vendere altre 30 000 copie, ricevendo la certificazione di un ulteriore disco d'oro dalla FIMI Il 20 febbraio 2015 l'album riceve una nuova certificazione FIMI, disco di platino, per aver venduto ulteriori 50 000 copie.

### Ladra di vento, la svolta R&B
Il 2003 si apre con una collaborazione con il regista Ferzan Özpetek per il film La finestra di fronte: Giorgia firma il tema principale Gocce di memoria su musiche di Andrea Guerra. La canzone vende più di 120 000 copie e diventa il singolo di maggior successo del 2003. Il brano, dal 2009 al 2014, riceve una certificazione FIMI disco d'oro per altre 15 000 copie vendute. Grazie alla canzone, Giorgia riceve numerosi premi come il Nastro d'argento al Festival del Cinema di Taormina per la "Migliore Canzone per Film", tre Italian Music Awards come "Miglior Singolo", "Miglior Composizione" e "Miglior Arrangiamento" e un "David di Donatello" con Andrea Guerra, coautore del brano per la "Miglior colonna sonora".
Pochi mesi dopo esce il singolo R&B Spirito libero, scritto dal suo bassista Sonny T. Il singolo contiene anche una versione live di A Song for You, celebre brano di Leon Russel e precede la pubblicazione dell'album Ladra di vento. L'album costituisce un vero e proprio spartiacque per la cantautrice che con questo lavoro abbraccia sonorità R&B e utilizza suoni elettronici. Tracce di questo cambiamento sono già percepibili nell'album Senza ali del 2001 e nel singolo Marzo del 2002 nonché nella versione di E poi (E poi 2002) contenuta nel Greatest hits-Le cose non vanno mai come credi sempre del 2002.
L'album esordisce al primo posto della classifica FIMI. Vende in totale circa 300 000 copie; segue il singolo L'eternità, una ballata nella quale Giorgia fa sentire le note più calde della sua voce. Il successivo video del singolo La gatta ospita l'arbitro di calcio Pierluigi Collina. Nell'estate 2004, mentre Giorgia gira l'Italia cantando dal vivo, (da ricordare il concerto del 5 luglio, tenuto al Lucca Summer Festival aperto dai Black Eyed Peas), viene messo in commercio il primo DVD, intitolato Giorgia Ladra Di Vento Live 03/04, registrato durante il concerto del 19 dicembre 2003 a Milano.

### MTV Unplugged. Gli anni dello sperimentalismo
Nel 2005 Giorgia sperimenta un concerto tenutosi a Milano in cui interpreta i suoi brani più famosi in chiave acustica e successivamente pubblica MTV Unplugged, il primo disco unplugged di un artista italiano ripreso da MTV, che debutta e mantiene per diverso tempo la seconda posizione nella classifica FIMI e in breve tempo vende 120 000 copie (in tutto oltre 250 000 copie nella versione "deluxe"), raggiungendo i tre dischi di platino. La stessa formula unplugged, costituita da arrangiamenti inediti in chiave acustica di una selezione di brani del suo repertorio e di cover internazionali, viene mantenuta anche nel successivo tour estivo lungo la penisola.
I singoli estratti dall'album, composto da 18 brani di cui 4 inediti, sono Infinite volte (uscito il 13 giugno 2005) e un'interpretazione di I Heard It Through the Grapevine, classico della musica afroamericana di Marvin Gaye, interpretato nell'unplugged con il cantante Soul Ricky Fanté col quale ha duettato durante alcuni suoi concerti e che ha anche aperto il concerto di Giorgia del 16 luglio all'Auditorium Parco della Musica di Roma. Il pezzo I Heard It Through the Grapevine fa parte anche della colonna sonora del film Romanzo criminale. Nuovi arrangiamenti vengono composti per le versioni acustiche di La gatta, di E poi e di Strano il mio destino che vedono l'accompagnamento del jazzista Terence Blanchard. In autunno esce Giorgia Unplugged Session 2005, che porta la cantante nelle principali città italiane dal 4 novembre al 20 dicembre. La versione CD+DVD dell'Unplugged fa guadagnare all'artista una nuova nomination agli MTV Europe Music Awards oltre il Premio "Riccio D'Argento" nella sezione "Migliori Cantanti Italiane" ritirato durante una tappa del Tour presso il Teatro Rendano di Cosenza.
Il 24 ottobre 2005 Giorgia partecipa alla prima edizione del programma MTV Storytellers, format di MTV America realizzato in Italia dopo il successo di MTV Unplugged. Giorgia nel corso del programma in diretta dall'Università di Bologna, intervistata da Paola Maugeri, racconta la sua esperienza musicale alternando aneddoti a esibizioni in chiave acustica.
Il 2005 porta a Giorgia un'altra importante collaborazione: partecipa infatti come guest star nell'album Sauf si l'amour del cantautore franco-canadese Roch Voisine. I due duettano in Redonne moi ta confiance, brano inizialmente destinato al mercato canadese oltre a quello francese. Sempre nel 2005 Giorgia collabora con i JetLag nell'album On the Air, esperimento che vede Giorgia cimentarsi in un pezzo (di cui è autrice) lontano dai suoi canoni abituali. MTV Unplugged continua la fase sperimentale della carriera di Giorgia e segna anche l'inizio di un periodo senza produrre hit radiofoniche e singoli di grande successo.

### Stonata, l'album del 2007

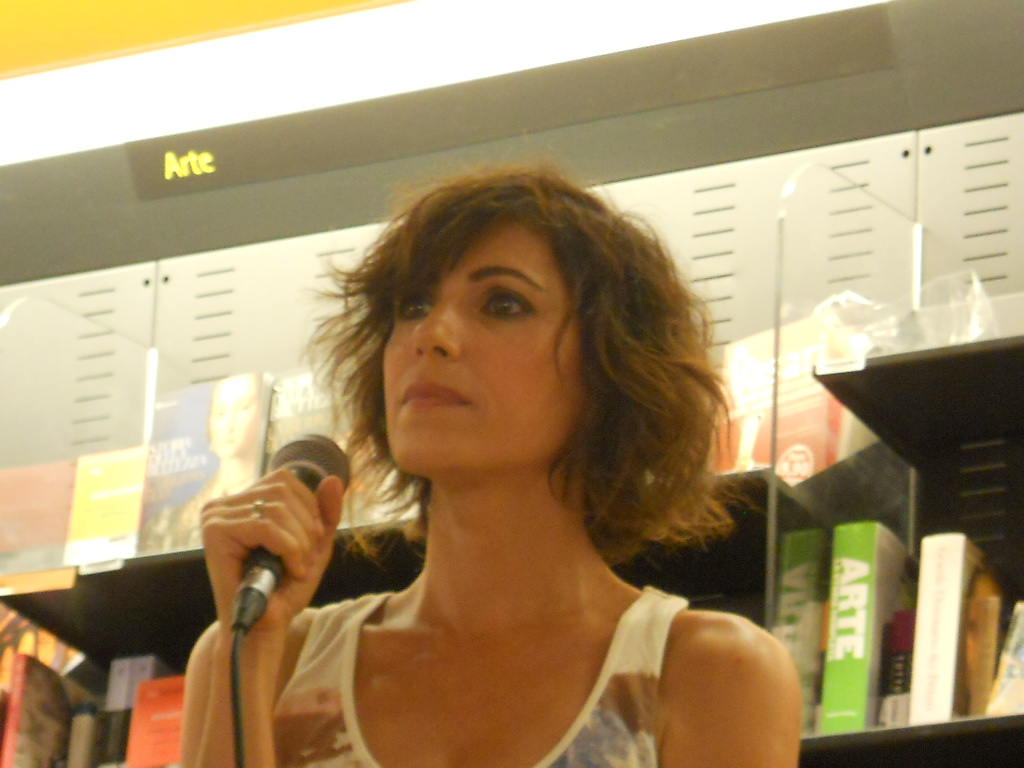
Giorgia alla libreria Feltrinelli nel 2011

Il 12 ottobre 2007, Giorgia esce in radio con Parlo con te, nuovo brano che anticipa l'album Stonata (il settimo di inediti della cantante), in commercio dal 9 novembre e masterizzato allo Sterling Sound di New York da Tom Coyne. Il primo singolo è stato composto nel giugno 2006. L'album è interamente scritto e composto da Giorgia. Stonata contiene un duetto con Mina (Poche parole), ma nel disco intervengono anche altri artisti come Diana Winter, Elio degli Elio e le Storie Tese, Emanuel Lo, Beppe Grillo e l'amico di vecchia data Pino Daniele. Fra i musicisti che hanno suonato nel disco ci sono Michael Bland e Sonny T; ma anche i musicisti con cui Giorgia ha collaborato ai suoi esordi: Marco Rinalduzzi, Massimo Calabrese (coautore insieme con Giorgia e suo fratello Piero del brano Amanti), Alessandro Centofanti; Gianni Davoli alla fisarmonica; Marco Siniscalco del gruppo Aires Tango al basso elettrico. L'album debutta alla seconda posizione della classifica FIMI degli album più venduti in Italia e diventa il quattordicesimo disco più venduto in Italia nel 2007.
La notte di Capodanno 2008 Giorgia si esibisce al Foro Traiano a Roma in un concerto trasmesso dal vivo dal canale MTV davanti a circa 250 000 persone per promuovere il suo lavoro. Il 5 febbraio 2008 su iTunes è stato pubblicato l'EP Giorgia - Live alla Casa del Jazz, cd che raccoglie alcuni brani cantati dall'artista romana nel novembre 2007 in un intimo concerto alla Casa del jazz di Roma. L'EP si classifica al primo posto della classifica di iTunes degli album più acquistati e vi rimane per diverse settimane. Giorgia partecipa al Festival di Sanremo 2008 per la serata del 29 febbraio, in veste di super ospite, interpretando Se stasera sono qui di Luigi Tenco, lo standard americano jazz The Man I Love di Gershwin, E poi e il suo singolo La La Song (non credo di essere al sicuro). Si esibisce la stessa sera al Dopofestival in una cover di I Say a Little Prayer di Aretha Franklin. Subito dopo il festival Giorgia torna ad esibirsi dal vivo.
Il secondo singolo estratto dall'album è La La Song (non credo di essere al sicuro), che ottiene un buon successo in radio ed è scelto come sigla della miniserie La stella della porta accanto diretta da Gianfranco Albano e andato in onda su Rai 1 nel 2008. Il terzo singolo è Ora basta, canzone dalle sonorità R&B in cui è compresa una citazione della storica Come saprei. Giorgia presenta la canzone in un'esibizione live durante una puntata del programma X Factor, durante la quale duetta anche in una versione acustica di The Long and Winding Road dei Beatles, insieme a Morgan, in quella stagione giudice del programma.
Il 31 maggio Giorgia si esibisce all'Etnafest, concerto evento organizzato da Carmen Consoli in onore di Rosa Balistreri, insieme ad altre 10 cantanti tra cui la stessa Consoli, Ornella Vanoni, Marina Rei, Paola Turci, Tosca, Patrizia Laquidara e Nada. Il 3 giugno riceve il Wind Music Award per le prime 150 000 copie vendute dell'album Stonata. Il quarto e ultimo singolo estratto dall'album è Poche parole, il duetto inciso insieme a Mina. Avendo ricevuto due dischi di platino e un disco d'oro, Stonata riceve il titolo di "multiplatinum", raggiungendo il 1º agosto 2008 il traguardo delle 180000 copie vendute.Il disco viene accolto con pareri contrastanti da parte della critica e del pubblico che rileva l'alto sperimentalismo del lavoro. Pur riscuotendo un discreto successo, nessuno dei singoli si impone all'attenzione delle radio e il tour promozionale vede molte date cancellate.

### Spirito libero: il primo cofanetto di Giorgia
Il 21 novembre 2008 viene pubblicato il cofanetto antologico di Giorgia intitolato Spirito libero - Viaggi di voce 1992-2008. Contiene la storia della carriera artistica della cantautrice, a partire dai suoi esordi nel 1992 con gli Io vorrei la pelle nera. La raccolta, la cui uscita coincide con la rottura della cantante con il suo storico tour manager Mimmo D'Alessandro e il suo passaggio nel gruppo di Ferdinando Salzano, rappresenta l'inizio di un processo di rinnovamento della sua carriera. Ci sono canzoni reinterpretate e alcune inserite dagli altri album. Contiene anche quattro inediti e un DVD. A causa della complessità del repertorio affrontato, Spirito libero è composto da tre cd divisi per tematiche.
Il primo singolo promozionale estratto dall'album è l'inedito Per fare a meno di te, colonna sonora del film Solo un padre per la regia di Luca Lucini, in uscita il 28 novembre 2008. Il brano, candidato al David di Donatello 2009 e al Nastro d'Argento come Migliore canzone originale è in rotazione nelle radio dal 24 ottobre e riceve un buon consenso da parte del pubblico riportando la cantante ai vertici delle classifiche radiofoniche dopo quattro anni.
Il disco riesce a vendere in tre settimane 140 000 copie aggiudicandosi il doppio disco di platino; in seguito supera le 200 000 copie. L'antologia ha venduto in totale oltre 300 000 copie. Anche il singolo ottiene un buon riscontro di pubblico. Il secondo singolo estratto è Via col vento, scritta da Giorgia con gli autori di Di sole e d'azzurro. Il singolo tuttavia non riceve alcuna promozione e passa quasi inosservato. A supporto dell'album, Giorgia parte per un tour italiano che visita le maggiori città italiane riscuotendo un grande successo di pubblico e critica. Nel maggio 2009 viene premiata ai Wind Music Awards 2009.

### Dietro le apparenzee il ritorno al grande successo

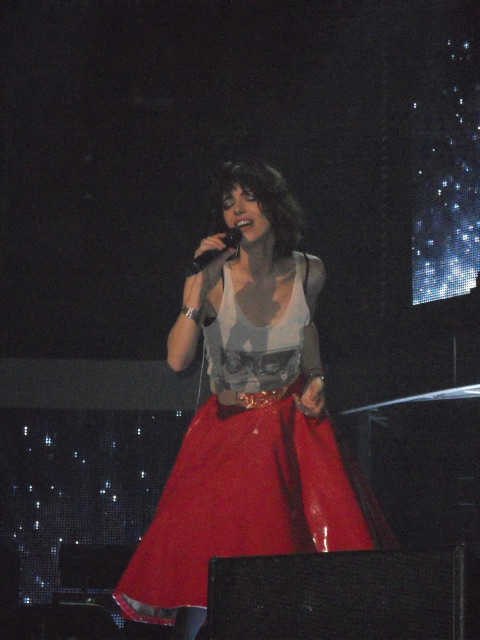
Giorgia durante il Dietro le apparenze Tour

Il 10 giugno 2011 è pubblicato per il mercato digitale il singolo Il mio giorno migliore, diffuso anche in radio, e divenuto uno dei brani più trasmessi dell'estate 2011. Si tratta del primo brano estratto dall'ottavo album di inediti dell'artista, Dietro le apparenze, la cui pubblicazione avviene il 6 settembre successivo. L'album vince il Premio Lunezia per il valore musical-letterario. Il singolo, del quale è realizzato un video per la regia di Gaetano Morbioli, il 18 settembre 2011 viene certificato disco di platino, per le oltre 30 000 copie vendute, secondo quanto riportato da FIMI.
Il mio giorno migliore è la prima grande hit di Giorgia da alcuni anni e segna una nuova fase della sua carriera che coincide con la produzione di Michele Canova e il management di Fabrizio Giannini.
La maggior parte dei brani dell'album è firmata da Giorgia con il compagno Emanuel Lo, ma sono anche presenti brani in collaborazione con altri artisti come Jovanotti in Tu mi porti su, Eros Ramazzotti, con cui Giorgia duetta in Inevitabile, Marina Rei, autrice del brano Passerà l'estate; Mike Busbee firma il brano Hostage (È l'amore che conta), pubblicato come bonus track nella versione digitale dell'album su iTunes: il brano è stato riadattato in lingua italiana da Giorgia ed è incluso nell'album con il titolo È l'amore che conta. Quest'ultima traccia è stata pubblicata il 9 settembre 2011 come secondo singolo estratto dall'album. Il 20 dicembre 2011 il singolo È l'amore che conta viene certificato disco d'oro dalla classifica FIMI per le oltre 15 000 copie vendute. Il 7 ottobre 2013 il singolo è stato certificato disco di platino per le oltre 30 000 copie vendute.
Il 6 settembre 2011 l'album Dietro le apparenze definito da iTunes "Album Pop 2011" ha debuttato nella classifica italiana degli album direttamente alla prima posizione. Il disco si attesta inoltre alla posizione numero 19 nella classifica svizzera degli album più venduti. Dopo 4 settimane dall'uscita, l'album viene certificato da FIMI disco d'oro per le oltre 30 000 copie vendute. Inevitabile, terzo singolo estratto dall'album Dietro le apparenze, entra in rotazione radiofonica dal 18 novembre 2011. Scritto e interpretato con Eros Ramazzotti, che era già stato coautore insieme a Giorgia di Come saprei nel 1995, vede per la prima volta i due artisti esibirsi assieme. Il 31 gennaio 2012 Inevitabile viene certificato da FIMI disco d'oro per le oltre 15 000 copie vendute. Il singolo è stato lanciato anche all'estero, in Europa e America Latina, ed è entrato in classifica in Belgio e Croazia: in entrambi i paesi si è attestato al 9 posto delle rispettive classifiche. Successivamente, il 17 luglio 2012 il singolo viene certificato da FIMI disco di platino per le oltre 30 000 copie vendute.
Dietro le apparenze, il 13 dicembre 2011, viene certificato da FIMI disco di platino per le oltre 60 000 copie vendute. Nella classifica di fine anno, stilata da FIMI, l'album risulta al 13º posto tra i più venduti in Italia e il 10º tra quelli italiani nel 2011. Il 10 febbraio 2012 entra in rotazione radiofonica il quarto singolo estratto dall'album, il brano Dove sei. Il 13 aprile 2012 esce nelle radio il quinto singolo estratto, Tu mi porti su con la collaborazione e testo scritto da Jovanotti. Il brano diviene uno dei più trasmessi dalle radio, raggiungendo il primo posto nella diffusione radiofonica, e posizionandosi nella top 5 dei singoli di iTunes. Il 19 giugno 2012 il singolo viene certificato da FIMI disco d'oro per le oltre 15 000 copie vendute. Il 24 luglio 2012 il brano riceve la certificazione FIMI disco di platino per aver venduto più di 30 000 copie. Il brano è risultato essere, a fine anno, anche il più trasmesso per numero di passaggi dalle emittenti radio nel 2012. Il 4 aprile 2014 il singolo Tu mi porti su è stato certificato dalla FIMI doppio disco di platino per le oltre 60 000 copie vendute formato digitale.
Con l'album Dietro le apparenze, Giorgia viene premiata il 26 maggio 2012 presso l'Arena di Verona col Wind Music Award nella categoria CD Platino (la cerimonia di premiazione è stata poi messa in onda su Rai 1 il 2 luglio). Il 3 luglio 2012 l'album viene certificato doppio disco di platino per le oltre 120 000 copie vendute, in seguito supera le 140 000 copie. Tra album e singoli sono stati venduti oltre 300 000 copie
Dopo la tappa al Mandela Forum, il Corriere Nazionale di Firenze paragona Giorgia a Maria Callas, ad Édith Piaf, a Whitney Houston, a Diana Ross, a Gloria Gaynor e a Mary J. Blige.
Dietro le apparenze nel 2012 riceve anche il Premio Lunezia Pop, per il valore musicale e letterario dell'album. L'album fa ricevere a Giorgia una nomination agli "EMA" (MTV Europe Music Awards, edizione 2012) nella categoria "Best Italian Act". Il disco fa tornare Giorgia ad imporsi come una delle artiste di maggior successo in Italia e viene lodato unanimemente dalla critica, preparando il terreno ad un tour trionfale durato diversi mesi.

### Senza paurae laLimited Gold Edition
Nel febbraio 2013 viene invece confermata la presenza dell'artista romana nell'album Cantabile di Nicola Piovani.
Per il nono lavoro discografico Giorgia si affida, come per il precedente, alla produzione di Michele Canova Iorfida. L'11 settembre, annuncia la firma di un accordo con Live Nation Italia per l'organizzazione e la produzione del successivo tour previsto per la primavera 2014. A settembre riceve 5 nomination ai World Music Awards nelle categorie "Best Live Act"; "Best Entertainer Of The Year"; "Best Female Artist", "Best Album" con Senza paura e "Best Song" con Quando una stella muore.
Il 4 ottobre 2013 esce il primo singolo estratto dal nono album, intitolato Quando una stella muore, anticipando l'uscita del disco il 5 novembre successivo. Il 3 ottobre viene confermato da Live Nation l'inizio del nuovo tour di Giorgia a partire dal 3 maggio 2014 nei principali palasport italiani. Il 6 ottobre, la cantante annuncia il titolo dell'album, Senza paura. Il 6 dicembre 2013 il singolo Quando una stella muore viene certificato dalla FIMI disco d'oro per le oltre 15 000 copie vendute in formato digitale. Il 4 aprile 2014 il singolo è stato certificato dalla FIMI disco di platino per le oltre 30 000 copie vendute in formato digitale.
Nel disco la cantautrice duetta con Alicia Keys nel brano I Will Pray (pregherò), e con Olly Murs in Did I lose you, scritta da Busbee, già coautore di È l'amore che conta, ed Alex James (bassista dei Blur). Un altro brano dell'album, Oggi vendo tutto, porta la firma di Ivano Fossati.. Alla prima settimana di uscita il disco guadagna subito il primo posto nella Classifica FIMI Album dei più venduti in Italia. L'album inoltre debutta nella Top 100 Albums di Schweizer Hitparade, classifica musicale Svizzera, piazzandosi alla 58ª posizione.
Il 29 novembre viene diffuso in radio I Will Pray (pregherò), il secondo singolo estratto da Senza paura, interpretato in duetto con Alicia Keys. Il singolo il 18 aprile 2014 è certificato disco d'oro per le vendite in formato digitale, per aver venduto oltre 15 000 copie.
Il 13 dicembre, dopo quattro settimane dalla pubblicazione, Senza paura è certificato disco d'oro in Italia per le oltre 30 000 copie vendute. Nella settimana 52 del 2013, Senza paura viene certificato disco di platino per le oltre 60 000 copie vendute. L'album è risultato essere in 22ª posizione nella classifica dei più venduti di fine anno del 2013.
Il 21 marzo 2014 viene estratto il terzo singolo dall'album Senza Paura, il brano Non mi ami scritto da Giorgia, con musiche di Fraser T. Smith e Natasha Bedingfield. Il 21 giugno 2014 Giorgia è premiata con l'MTV History Award, premio alla carriera siglato dall'omonimo canale TV. Il singolo resta per cinque settimane consecutive nella Top 20 dei brani più venduti da FIMI. Il 14 luglio 2014 il singolo Non mi ami è certificato in Italia disco d'oro per aver venduto oltre 15 000 copie. Il 9 gennaio 2015 il singolo è certificato disco di platino per aver venduto oltre 30 000 copie.
Il 3 luglio 2014 Giorgia annuncia che il quarto singolo estratto dall'album sarà Io fra tanti, scritto da lei stessa con il compagno Emanuel Lo (il quale cura anche le musiche e la realizzazione del videoclip), in rotazione radiofonica dall'11 luglio 2014. Il 14 novembre 2014 viene certificato disco d'oro per le oltre 15 000 copie vendute.
Il 14 agosto 2014, dopo dieci mesi dalla pubblicazione, l'album Senza paura torna a occupare ancora la prima posizione della Classifica FIMI Album. Il 29 agosto 2014 l'album Senza paura viene certificato doppio disco di platino per le oltre 100 000 copie vendute.
L'album fa ricevere a Giorgia una nuova nomination agli "EMA" (MTV Europe Music Awards, edizione 2014) nella categoria "Best Italian Act". Il 19 settembre 2014 viene annunciata da Live Nation la terza parte del Senza Paura Tour, con cinque date aggiuntive nel dicembre 2014. Il 22 settembre la cantautrice romana tramite i social conferma l'uscita per il 14 ottobre 2014 del Senza paura - Limited Gold Edition, contenente un doppio CD, uno con l'album in studio e un CD Live 2014, con 11 successi registrati da Giorgia durante le tappe del Senza paura Tour, e anche il DVD corredato di contenuti extra, tra cui le immagini delle esibizioni live, i videoclip (Quando una stella muore, Non mi ami, Io fra tanti) e un backstage inedito.
Il 24 ottobre 2014 entra in rotazione radiofonica il quinto singolo estratto da Senza paura, La mia stanza.

### OroneroeOronero Live
Il 15 febbraio 2016 il sito web della cantante conferma che Giorgia è al lavoro su un nuovo progetto discografico. La produzione è affidata, come per i precedenti due album, a Michele Canova Iorfida. Il 12 settembre 2016 Giorgia comunica il titolo del nuovo singolo, Oronero, in radio e in digital download dal 30 settembre 2016. Il 28 novembre 2016 il brano viene certificato disco d'oro, per aver venduto più di 25 000 copie. Il 30 gennaio 2017 il singolo viene certificato da FIMI disco di platino per aver venduto più di 50 000 copie.
L'album omonimo, Oronero, è il decimo di inediti nella carriera della cantautrice romana e viene pubblicato il 28 ottobre 2016. Contiene quindici brani, dieci firmati da Giorgia stessa, più numerose collaborazioni con artisti italiani e internazionali. Il 12 dicembre 2016 il disco viene certificato disco d'oro da FIMI per le oltre 25 000 copie vendute.
Il 14 dicembre 2016 viene presentato in anteprima su YouTube, VEVO Presents: Giorgia, uno speciale VEVO in cui la cantautrice propone tre brani interpretati live: Il mio giorno migliore (da Dietro le apparenze, 2011), e due dal decimo album d'inediti, Oronero e Scelgo ancora te.
Il 9 dicembre 2016 la cantautrice ha invitato i fan sui propri canali social a scegliere il secondo singolo, indicando fra le scelte possibili tre brani: Scelgo ancora te, Posso farcela e Vanità. Il 20 dicembre si chiude il sondaggio e il brano Vanità viene annunciato come secondo singolo estratto dall'album, in rotazione radiofonica dal 1º gennaio 2017. Il 3 aprile, durante la settimana numero 13 del 2017, il singolo viene certificato disco d'oro, per aver venduto più di 25 000 copie. Il 13 novembre 2017 il singolo viene certificato disco di platino per le oltre 50 000 copie vendute.
L'11 gennaio 2017 durante la conferenza stampa di presentazione del 67º Festival di Sanremo è stata annunciata la presenza di Giorgia fra gli ospiti presenti alla kermesse. L'8 febbraio, durante la seconda serata del Festival, la cantante si è esibita sulle note del brano Vanità e subito dopo con un medley dei suoi pezzi sanremesi più famosi: E poi, Come saprei e Di sole e d'azzurro.
Il 20 febbraio 2017 l'album viene certificato da FIMI disco di platino per aver venduto più di 50 000 copie. Il 24 marzo 2017 viene annunciato durante la data dell'Oronero Tour tenutasi a Milano che il terzo singolo sarebbe stato il brano Credo. Il brano è entrato poco dopo in rotazione radiofonica, dal 14 aprile 2017. Il 10 luglio 2017, durante la settimana numero 27 del 2017, il brano viene certificato disco d'oro, per aver venduto più di 25 000 copie in Italia. Il 9 ottobre 2017 il singolo viene certificato disco di platino per aver venduto più di 50 000 copie.
Il 5 giugno 2017 la cantante viene premiata ai Wind Music Awards, presso l'Arena di Verona, con tre premi: il platino per l'album Oronero, il platino per il singolo omonimo, e il premio live per l'affluenza all'Oronero Tour.
Il 25 agosto 2017 tramite i suoi canali social, Giorgia annuncia il quarto singolo estratto dall'album, il brano Scelgo ancora te, mostrando un breve trailer con delle immagini tratte dal videoclip. Il brano entra in rotazione radiofonica dal 1º settembre 2017 e il 20 novembre 2017 viene certificato da FIMI disco d'oro per le oltre 25 000 copie vendute.
Il 6 novembre 2017 viene annunciata sui social il terzo album dal vivo Oronero Live, contenente il meglio di Oronero Tour e due brani inediti prodotti da Michele Canova Iorfida, tra cui Come neve, eseguito in duetto con Marco Mengoni e pubblicato a partire dal 1º dicembre 2017. Il brano è entrato in Top 100 nella Top Singoli, raggiungendo come posizione massima la 3º. Il 27 dicembre 2017 il brano è stato certificato da FIMI disco d'oro per le oltre 25 000 copie vendute. Il 19 febbraio 2018 il singolo viene certificato da FIMI disco di platino per le oltre 50 000 copie vendute.
Alla riedizione dell'album sarà accompagnata una ripresa del tour, l'Oronero Live Tour, con sei date nei palasport che si sono tenute a Milano, Roma e Padova.
Il 16 aprile 2018 l'album Oronero viene certificato doppio disco di platino da FIMI per le oltre 100 000 copie vendute. Anche Oronero, come i due album precedenti, coniuga il gran successo di pubblico, la presenza di grandi hit e il plauso unanime della critica.

### Pop Heart, il primo album di cover
Il 3 ottobre 2018 Giorgia rivela tramite i propri canali social il titolo del nuovo progetto discografico: Pop Heart, primo album di cover della sua carriera in uscita il 16 novembre 2018. Il disco è prodotto da Michele Canova Iorfida. Il 9 ottobre è stato invece rivelato il primo singolo estratto dal nuovo progetto discografico, in rotazione radiofonica dal 12 ottobre 2018, il brano Le tasche piene di sassi di Jovanotti.
Il 16 ottobre, sempre tramite i suoi canali social, svela altri due brani presenti nell'album di cover: Il conforto in duetto con Tiziano Ferro e I Will Always Love You brano di Dolly Parton interpretato da Whitney Houston, cantante alla quale Giorgia ha trovato ispirazione. Il giorno seguente svela altri tre brani, Dune mosse di Zucchero Fornaciari, Sweet Dreams degli Eurythmics e L'ultimo bacio di Carmen Consoli. Successivamente, rivela infine l'intera tracklist che comprende quindici brani: Una storia importante di Eros Ramazzotti (con un cameo vocale del cantante), Lei verrà di Mango, Gli ostacoli del cuore di Elisa (con un cameo vocale della cantante), I Feel Love di Donna Summer, Anima di Pino Daniele, Open Your Heart di Madonna, L'essenziale di Marco Mengoni, Vivere una favola di Vasco Rossi e Stay di Rihanna con Mikky Ekko, in duetto con Ainè (brano, quest'ultimo, in omaggio col pre-order dell'album).
Il 5 novembre viene annunciato il Pop Heart Tour previsto per il 2019. Il 23 novembre 2018 la cantante si esibisce dentro il Duomo di Milano, prima artista nella storia a farlo, in occasione di un evento a scopo benefico. Per l'occasione, oltre a pezzi del suo repertorio, interpreta anche brani di musica sacra accompagnata da un'orchestra.
Il 3 dicembre viene annunciato come secondo singolo estratto dall'album il brano Una storia importante di Eros Ramazzotti, in tutte le radio dal 7 dicembre. Il 17 dicembre l'album viene certificato disco d'oro da FIMI per le oltre 25 000 copie vendute. Il 14 gennaio 2019 l'album viene certificato disco di platino per le oltre 50 000 copie vendute.

### IlBludi Giorgia nel 2023, il ritorno a Sanremo e al passato
Il 10 settembre 2022, ospite a Il tempo delle donne, Giorgia propone l'inedito Tornerai, scritto dalla stessa Giorgia con Francesca Michielin e Ghemon e prodotto da Big Fish.
Il 24 ottobre 2022 pubblica un nuovo singolo, dal titolo Normale, che anticipa l'album Blu. Il singolo, disponibile dal 4 novembre, è prodotto dal musicista Big Fish e corredato da un corto cinematografico dell'attore e regista Rocco Papaleo.

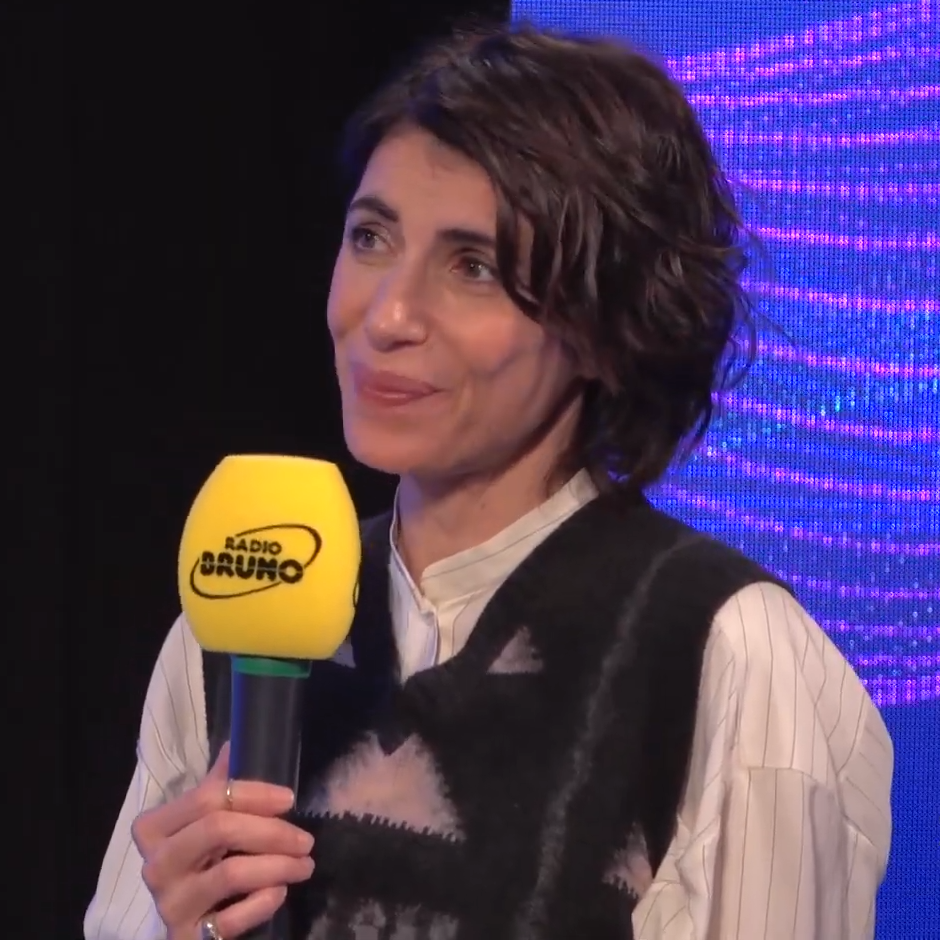
Giorgia intervistata nel febbraio 2023

Nel febbraio 2023 ha partecipato in gara al 73º Festival di Sanremo, dove il suo brano Parole dette male si è qualificato al sesto posto al termine della kermesse musicale. Inoltre, nella quarta serata, si classifica al quarto posto cantando con Elisa Luce (tramonti a nord est) e Di sole e d'azzurro, brani arrivati rispettivamente primo e secondo al 51º Festival di Sanremo.
Il 17 febbraio 2023 esce il quattordicesimo disco di inediti Blu, che contiene la canzone Parole dette male. Il disco riprende il vecchio stile di Giorgia e le sonorità blues e jazz. Tra la primavera e l'autunno effettua tre tour: il Blu live teatri lirici , il Blu live estate e il Blu live palasport (sold out)
Inoltre nell'aprile del 2023 esce il suo primo film da protagonista: Scordato di Rocco Papaleo, con cui si aggiudica pure una candidatura ai nastri d'argento come miglior attrice.
Il 5 maggio 2023 esce come singolo estratto Senza confine e nel marzo del 2024 viene inserito tra i 10 brani finalisti per il premio Amnesty.
Nell'aprile 2023 ha duettato con il rapper Geolier nel brano L'ultima canzone, certificato disco d'oro dalla FIMI per aver venduto oltre 50 000 copie.
Partecipa all'evento benefico Italia Loves Romagna.
Vince il premio LondonOne radio award, dato dalla radio nazionale italiana ufficiale in UK.

### I trent'anni di carriera, la co-conduzione di Sanremo eX Factor
A febbraio 2024 festeggia i suoi 30 anni di carriera cantando E poi, sul palco dell'Ariston a Sanremo, co-conducendo insieme ad Amadeus la seconda serata del 74º Festival di Sanremo.
A luglio canta con Andrea Bocelli per la prima volta il brano Vivo per lei, in occasione della celebrazione del suo trentesimo anno di carriera a Lajatico, evento poi trasmesso su Canale 5 a dicembre con il titolo di Andrea Bocelli 30 - The Celebration.
A settembre debutta come conduttrice di X Factor su Sky. Nello stesso periodo diventa testimonial della nuova campagna pubblicitaria di TIM.
Nell'ottobre dello stesso anno pubblica il singolo Niente di male.
È una delle doppiatrici italiane nel film di Oceania 2, serie animata in uscita alla fine di novembre, dove presta la voce a un nuovo personaggio chiamato Matangi e di cui incide anche un singolo chiamato Perditi.
Nello stesso anno, inoltre, la cantautrice ha collaborato nel brano Diamanti per film omonimo diretto da Ferzan Özpetek – regista per il quale aveva già collaborato diciannove anni prima con il brano Gocce di memoria nel film La finestra di fronte –, facente parte della colonna sonora composta da Giuliano Taviani e Carmelo Travia.
Conclude il 2024 in concerto a Salerno in Piazza della Libertà per inaugurare il 2025 con oltre 20 000 persone.

### I trent'anni diCome saprei,la partecipazione al Festival di Sanremo 2025 e il tour
Nel 2025 ha celebrato i trent'anni del brano Come saprei con il tour Come saprei Live 2025 che la vede impegnata in diversi palasport d'Italia.
Nel febbraio 2025 ha partecipato al 75º Festival di Sanremo con il brano La cura per me, classificandosi al sesto posto. Nello stesso Festival, ottiene il primo premio nella serata dedicata alle cover con l'interpretazione del brano Skyfall di Adele, in duetto con Annalisa. È inoltre la vincitrice del Premio TIM, assegnato dall'omonimo gestore telefonico tramite un sistema di votazione online, e del premio RTL 102.5, destinato al "singolo più radiofonico" dell'edizione. La cura per me ha poi raggiunto la seconda posizione nella classifica FIMI dei singoli più venduti in Italia, ed è entrato alla posizione numero 193 nella Billboard Global 200, rendendo Giorgia la terza artista italiana a comparire in tale classifica.
Nel 2025 ha ottenuto la candidatura per la migliore canzone originale con il brano Diamanti, tratto dal film omonimo diretto da Ferzan Özpetek.
Il 7 aprile 2025 il brano La cura per me è stato certificato disco di platino dalla FIMI per aver venduto oltre 200 000 copie.
A maggio del 2025 si é esibita al concerto del primo maggio a Roma e al concerto di Radio Italia a Milano.
A giugno ha iniziato il suo tour Come saprei live e ha cantato in anteprima il suo nuovo singolo, L'unica, pubblicato il 20 giugno.
Il 15 Agosto si é esibita all’ultimo concerto del 2025 nella prestigiosa Salle des Etoiles del Monte-Carlo Summer Festival.

## Ulteriori progetti

### Georgia on my mind
Dopo l'esperienza maturata con Mezzogiorno con, nel settembre del 2006 torna a lavorare come speaker radiofonica, nel programma di Rai Radio 2 Radio2 on my mind (titolo che cita Georgia on my mind di Ray Charles). Per questa esperienza radiofonica interpreta il brano Accendi la radio che fa da sigla. Il programma, arrivato alla sua seconda edizione nel novembre 2007 e conclusosi nel gennaio 2008, ha visto avvicendarsi numerosi ospiti tra i quali Carmen Consoli, Fiorella Mannoia, Tosca, Paola Cortellesi, Fiorello e Marco Baldini.

### Collaborazioni e produzioni
Nel 1996 partecipa, in veste di ospite, alla registrazione di alcune tracce dell'album Eat the Phikis, di Elio e le Storie Tese, in particolare nel brano T.V.U.M.D.B., e nel brano Li immortacci. La collaborazione con gli Elio e le Storie Tese continuerà, nel 2008, con il brano Ignudi fra i nudisti, contenuto nell'album Studentessi.
Nel 2000 ospita in un suo concerto torinese Michael McDonald, e partecipa quindi al concerto di lui al Forum di Assago. Al Lucca Summer Festival, il 20 luglio, canta con Ray Charles Georgia on My Mind. Tre giorni dopo, sempre in occasione del Lucca Summer Festival duetta con Lionel Richie in All Night Long.
Nel 2004 Giorgia ha prestato la voce a Clarissa Wellington, bimba concorrente del talent show Nascerà una stellina nell'episodio 18 della sedicesima stagione della serie animata statunitense I Simpson.
Il 16 settembre 2006 partecipa come ospite all'MTV Day, a Bologna dove interpreta Like a Virgin di Madonna accompagnata dalla MTV Superband, composta da Morgan, Federico Poggipollini, Max Gazzè e dal batterista dei Bluvertigo. Partecipa alla Notte bianca napoletana del 30 settembre 2006, duettando sul palco con Pino Daniele e la sua band in Napul'è. Apre il 2007, in veste di produttrice, con Woofer, brano dell'esordiente Emanuel Lo: Giorgia si occupa di tutto l'album, e appare anche nel video diretto da Luca Tommassini. Giorgia canta anche in due canzoni dell'album di Pino Daniele intitolato Il mio nome è Pino Daniele e vivo qui. I titoli sono Vento di passione (che uscirà come secondo singolo dell'album) e Il giorno e la notte.
Nel 2007 duetta con Fiorello per la colonna sonora del film Voce del verbo amore: il brano, intitolato Più, è una cover di un brano originariamente interpretato da Ornella Vanoni con Gepy & Gepy. Scrive con Tormento il testo del brano Resta qui, contenuto nel disco del rapper, Alibi, uscito il 29 giugno 2007, Giorgia esegue nella canzone anche il controcanto, insieme a Roberta Granà (già sua corista).
Nel marzo 2008 esce l'album DePrimoMaggio del rapper Frankie hi-nrg mc dove Giorgia duetta nel brano Direttore. L'8 luglio 2008 prende parte come ospite al concerto-evento che celebra i trent'anni di carriera di Pino Daniele, in piazza del Plebiscito a Napoli; l'evento è ripreso in diretta televisiva. Il 26 luglio 2008, la cantautrice si esibisce in un concerto a due voci con Ornella Vanoni, per la serata finale della kermesse Musica per i borghi, diretta da Giuseppe Vessicchio. Nel settembre 2008 esce per il mercato tedesco, l'album "Due (Nevio)" del cantautore pop e musicista tedesco Nevio (cantante) in cui Giorgia duetta nel brano "Gli ultimi brividi" una ballata pop romantica.
Il 9 settembre 2009 viene annunciato il brano Ora lo so scritto da Michele Placido e Nicola Piovani e cantato da Giorgia per il film Il grande sogno (film). Giorgia partecipa alla colonna sonora di Piovani con altri contributi vocali. Durante Amiche per l'Abruzzo, ha preso forma il progetto di un duetto tra Giorgia e Gianna Nannini. La canzone, Salvami, è in radio dal 6 novembre 2009. Il 28 maggio, presso l'Arena di Verona, riceve un Wind Music Award di platino per le vendite di Salvami, ritirato insieme a Gianna Nannini. Sempre nel 2009 ha cantato nell'ultimo disco di Claudio Baglioni Q.P.G.A., nella traccia L'appuntamento.
Nel 2010 ha cantato nell'album Ivy di Elisa nella traccia Pour Que l'Amour Me Quitte cover della cantautrice francese Camille. Nel settembre 2010 esce nelle sale il film Cattivissimo me per il quale Giorgia scrive e canta il brano Tu sei, traduzione e adattamento dalla colonna sonora originale, My life, di Pharrell Williams. Nel 2011 prende parte all'area conference dell'edizione 2011 degli MTV Days a Torino.
Nel 2012 prende parte al programma Il più grande spettacolo dopo il weekend su Rai 1, condotto da Fiorello, reinterpretando tre classici della musica melodica internazionale, Se Telefonando, Downtown e Dettagli, più Love is a losing game di Amy Winehouse. Nel 2012 incide Viaggio, brano musicale contenuto nell'album tributo ad Alex Baroni Il senso... di Alex. Il 30 giugno 2012 a Torino ha preso parte agli MTV Days interpretando 7 brani: È l'amore che conta, Il mio giorno migliore, Vivi davvero, Di sole e d'azzurro, Gocce di memoria, e due cover: Nessun dolore di Lucio Battisti e I Wanna Dance with Somebody (Who Loves Me) di Whitney Houston. Sempre nel 2012 la Barilla sceglie per la televisione francese il brano sanremese Di sole e d'azzurro e la cover Un'ora sola ti vorrei cantata da Giorgia come sigla dello spot pubblicitario per la Barilla France.
Il 22 febbraio 2013 esce il CD Piani DiVersi di Susanna Stivali in cui Giorgia è presente come ospite nel brano Viaggiante mentre il 26 marzo 2013 è presente nel cd Cantabile di Nicola Piovani nel quale interpreta due brani: E lalabai e Near you, quest'ultima in inglese.
Il 7 ottobre 2016 esce l'album Lotto infinito di Enzo Avitabile contenente De-Profundis, brano interpretato in duetto con Giorgia. Il 12 dicembre 2016 Carlo Conti annuncia su Rai 1 che Giorgia è autrice del brano Con te, portato in gara al Festival di Sanremo 2017 da Sergio Sylvestre e che la ospiterà sul palco dell'Ariston.
L'8 febbraio del 2018 è stata ospite al 68º Festival di Sanremo dove si è esibita, in coppia con James Taylor, in una interpretazione del brano di quest'ultimo, You've got a friend.
In occasione dei suoi 25 anni di carriera Giorgia si è esibita con un medley delle sue canzoni del suo neonato album Pop Heart nel 2019 al 69º Festival di Sanremo.
Nel 2019 ha partecipato all'ultimo disco dei due rapper Gemitaiz e MadMan cantando il ritornello del brano Scatola Nera, title track dell'album.
Nel 2020 incide il brano cantato da Loredana Bertè Non sono una signora in occasione del progetto I love my Radio.
Nell'agosto 2021 è stata co-protagonista da Rocco Papaleo per il suo nuovo film Scordato girato in Basilicata. Inoltre, estata la sua prima esperienza come attrice.
Nel gennaio 2022 ha collaborato con Mara Sattei nel singolo Parentesi, scritto dalle stesse cantanti insieme al produttore Thasup.
Nel febbraio 2022 è uscito l'album di Elisa Ritorno al futuro/Back to the Future, nel quale è presente il brano Luglio al quale ha collaborato anche Giorgia, insieme ad Elodie e Roshelle.
A luglio 2022 ha prestato la voce per il nuovo progetto di Canova: Level One nella canzone Nirvana cantata in duetto con Ormai.
Nell'aprile 2023 ha duettato inoltre con il rapper Geolier nel brano L'ultima canzone.

## Vita privata

Giorgia e l'allora compagno Alex Baroni assistono a un concerto di Pino Daniele nel 2001

In gioventù Giorgia ha praticato il karate, arrivando fino alla cintura blu. Dal 1997 al 2001 è stata fidanzata con il cantante Alex Baroni, deceduto nel 2002 a causa di un incidente stradale. Dal 2004 è legata al ballerino, musicista e cantautore romano Emanuel Lo. Il 18 febbraio 2010 è nato il figlio della coppia, Samuel.
È una tifosa della Lazio.

## Stile e influenze musicali
La voce della cantante romana è stata riconosciuta a livello internazionale da Billboard America come la quarta più bella al mondo.
Giorgia è cresciuta tra il soul e il blues americano e ha tra i suoi riferimenti i grandi artisti della musica nera, da Aretha Franklin a Whitney Houston («il mio mito. L'ho sempre amata. Compravo ogni suo nuovo album»), passando per Ray Charles e Stevie Wonder («un genio»).
Inoltre, una delle artiste preferite di Giorgia, con cui ha collaborato nel brano I Will Pray (pregherò) è Alicia Keys, e su di lei dichiara:
Altri artisti apprezzati da Giorgia sono: Lauryn Hill, Erykah Badu, Mina, Sia, Etta James, Emeli Sandé e India.Arie.

## Filantropia

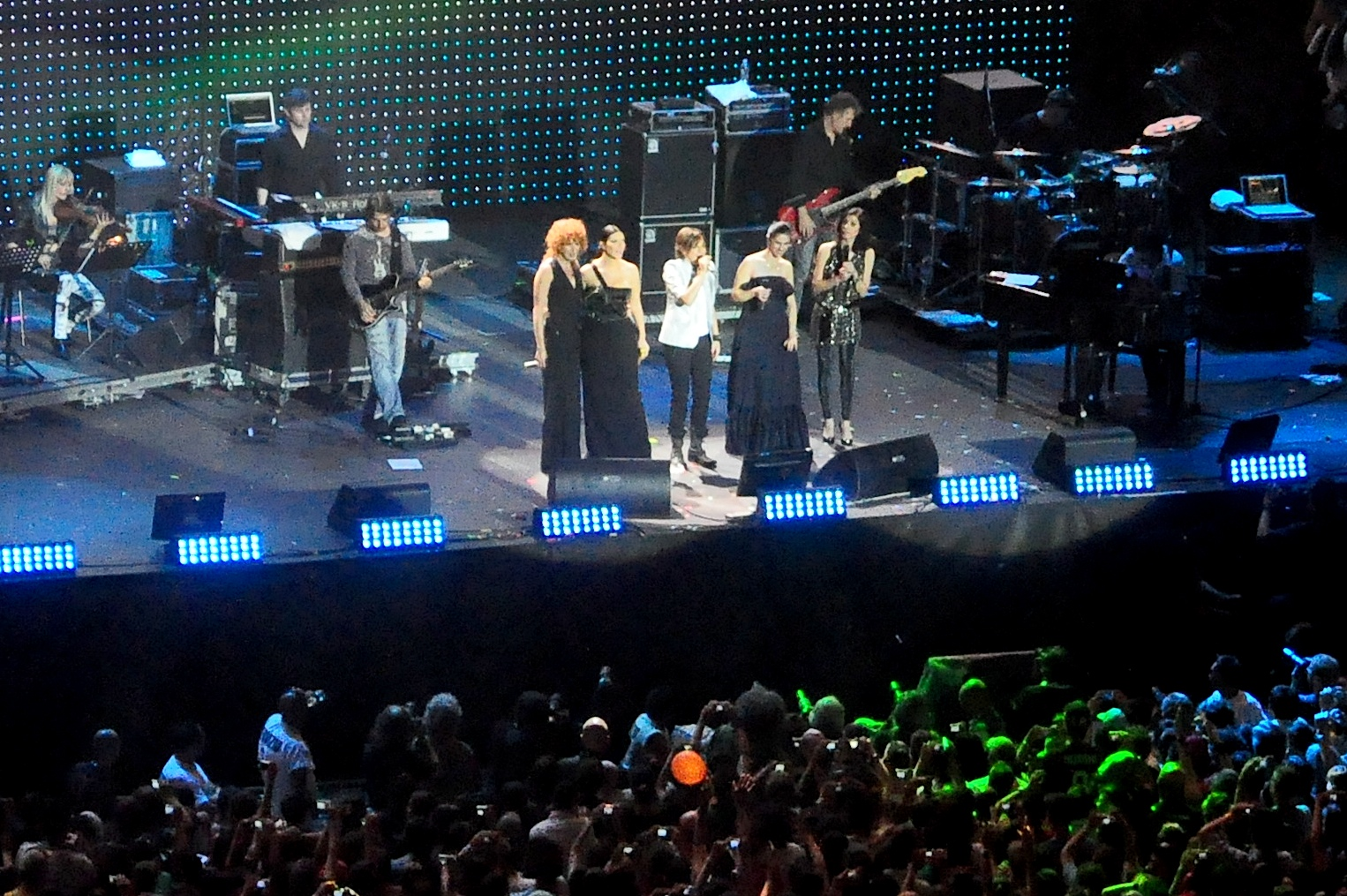
Fiorella Mannoia, Laura Pausini, Gianna Nannini, Elisa e Giorgia cantano Donna d'Onna

Giorgia è stata nominata nel 1999 ambasciatrice dell'Unicef e dal 2005 è madrina dell'associazione Tartallegra.
Ambientalista, ha lanciato una linea di abbigliamento ecosostenibile, "Earthache". Il suo album Spirito libero - Viaggi di Voce 1992-2008, per ridurre l'uso della plastica, è stato commercializzato senza il blister protettivo in plastica, come anche una parte delle copie di Dietro le apparenze.
Ha inoltre fondato un centro di accoglienza per gatti a Roma. Nel 2003 è stata testimonial della campagna "No excuse" contro lo sfruttamento del lavoro minorile, lanciata dalla televisione MTV. Nel 2005 ha organizzato presso l'Auditorium Parco della Musica di Roma il concerto evento Insolite note il cui ricavato è stato utilizzato per finanziare la costruzione di un asilo in Africa, grazie alla fondazione Tartallegra. Giorgia è inoltre una delle testimonial della campagna del Corriere della Sera "Il Respiro".
Il 21 aprile 2009, ha partecipato insieme a numerosi altri artisti alla canzone Domani 21/04.2009, cover di un brano di Mauro Pagani, realizzata a scopo benefico a seguito del sisma avvenuto in Abruzzo.. Il 21 giugno ha partecipato, in veste di madrina, al concerto Amiche per l'Abruzzo, che ha riunito sul palco dello Stadio Giuseppe Meazza 46 cantanti italiane tra le quali Laura Pausini (organizzatrice dell'evento), Elisa, Gianna Nannini e Fiorella Mannoia.
Insieme ad altri tredici artisti partecipa a Italia Loves Emilia, un concerto di iniziativa benefica dopo il terremoto avvenuto nell'area, il 22 settembre 2012 presso l'Aeroporto di Reggio Emilia, comunemente chiamato campovolo, vendendo 150 831 biglietti.
Il 24 settembre 2013 Sony Music pubblica la compilation Pink Is Good a cui Giorgia partecipa con Vivi Davvero; il ricavato è stato devoluto alla Fondazione Umberto Veronesi per finanziare la lotta contro il tumore al seno.
L'11 giugno 2022 si è esibita nel corso del concerto benefico contro la violenza sulle donne Una. Nessuna. Centomila tenutosi a Campovolo a Reggio Emilia, assieme a Elisa, Laura Pausini, Emma, Alessandra Amoroso, Fiorella Mannoia e Gianna Nannini.

## Discografia

### Album in studio
- 1994 – Giorgia
- 1995 – Come Thelma & Louise
- 1997 – Mangio troppa cioccolata
- 1999 – Girasole
- 2001 – Senza ali
- 2003 – Ladra di vento
- 2007 – Stonata
- 2011 – Dietro le apparenze
- 2013 – Senza paura
- 2016 – Oronero
- 2018 – Pop Heart
- 2023 – Blu

### Album dal vivo
- 1993 – Natural Woman (Live in Rome)
- 1993 – One More Go Round
- 1996 – Strano il mio destino (Live & studio 95/96)
- 2005 – MTV Unplugged
- 2008 – Live alla "Casa del Jazz"
- 2014 – Senza Paura Limited Gold Edition
- 2018 – Oronero Live

### Raccolte
- 2002 – Greatest Hits - Le cose non vanno mai come credi
- 2008 – Spirito libero - Viaggi di voce 1992-2008

## Tournée
- 1997 – Mangio troppa cioccolata Tour
- 1999 – Girasole Tour
- 2000 – Fai sentire la tua voce Tour
- 2001 – Senza ali Tour
- 2002-2003 – Le cose non vanno mai come credi Tour
- 2003-2004 – Ladra di vento Tour
- 2005 – Unplugged Sessions Tour
- 2008 – Stonata Tour
- 2009 – Spirito libero Tour
- 2012 – Dietro le apparenze Tour
- 2014 – Senza paura Tour
- 2017 – Oronero Tour
- 2018 – Oronero Live
- 2019 – Pop Heart Tour
- 2019 – Pop Heart Summer Nights
- 2023 – Blu Live - Teatri Lirici e Palasport
- 2025 – Come saprei live 2025
- 2025-2026 - Tour Palasport

## Partecipazioni a manifestazioni canore
- Festival di Sanremo (Rai 1)
  - 1994 – 7º posto sezione "Nuove proposte" con E poi
  - 1995 – 1º posto sezione "Campioni" con Come saprei
  - 1996 – 3º posto sezione "Campioni" con Strano il mio destino
  - 2001 – 2º posto sezione "Campioni" con Di sole e d'azzurro
  - 2023 – 6º posto con Parole dette male
  - 2025 – 6º posto sezione "Campioni" con La cura per me
- Sanremo Giovani (Rai 1)
  - 1993 – 1º posto con Nasceremo

## Filmografia

### Attrice
- Chi m'ha visto, regia di Alessandro Pondi (2017)
- Normale con Giorgia, regia di Rocco Papaleo – cortometraggio (2022)
- Scordato, regia di Rocco Papaleo (2023)
- Un posto al sole – soap opera, puntata 6584 (2024)

### Doppiatrice
- Clarissa Wellington ne I Simpson
- Matangi in Oceania 2[192]

## Programmi televisivi
- Sanremo Top (Rai 1, 1995) - co-conduttrice
- So '90 (MTV, 1998) - conduttrice
- Amiche per l'Abruzzo (Canale 5, 2009) conduttrice e cantante
- Festival di Sanremo (Rai 1, 2024) - co-conduttrice della 2ª serata
- Il Volo - Tutti per uno (Canale 5, 2024) - co-conduttrice
- X Factor (Sky Uno, 2024-2025) - conduttrice

## Riconoscimenti
- David di Donatello
  - 2025 – Candidatura alla migliore canzone originale per Diamanti[157]
- Ciak d'oro
  - 2023 – Candidatura alla rivelazione dell'anno per Scordato[193]
  - 2023 – Candidatura alla migliore canzone originale per Tu sei una parte di me[193]
- Festival di Sanremo
  - 1995 – Prima classificata sezione "Campioni" con Come saprei
  - 1995 – Premio della Critica Mia Martini per Come saprei[13]
  - 1995 – Premio Radio/TV per Come saprei
  - 1995 – Premio autori per Come saprei
  - 1995 – Targa in via Matteotti a Sanremo per il brano Come saprei
  - 2025 – Vinto – Miglior cover con Skyfall (con Annalisa)
  - 2025 – Premio TIM La forza delle Connessioni
  - 2025 – Premio RTL102.5 con La cura per me, brano più radiofonico della 75ª edizione del Festival di Sanremo
- Italian Music Award
  - 2001 – Candidatura alla miglior artista femminile italiana
  - 2002 – Candidatura alla miglior artista femminile italiana
  - 2002 – Candidatura al miglior singolo italiano per Vivi davvero
  - 2002 – Candidatura al miglior videoclip italiano per Vivi davvero
  - 2003 – Candidatura alla miglior artista femminile italiana[194]
  - 2003 – Candidatura al miglior tour italiano
  - 2003 – Miglior singolo per Gocce di memoria
  - 2003 – Candidatura al miglior videoclip italiano per Gocce di memoria
  - 2003 – Miglior arrangiamento per Gocce di memoria
  - 2003 – Miglior canzone originale per film per Gocce di memoria
  - 2004 – Candidatura alla miglior artista femminile italiana
- MTV Awards
  - 2014 – MTV History Award[195]
- MTV Europe Music Awards
  - 2005 – Candidatura alla miglior artista italiana
  - 2012 – Candidatura alla miglior artista italiana
  - 2014 – Candidatura alla miglior artista italiana
- Music Awards
  - 2007 – Premio disco multiplatino per MTV Unplugged
  - 2008 – Premio disco multiplatino per Stonata
  - 2009 – Premio disco multiplatino per Spirito libero - Viaggi di voce
  - 2010 – Premio singolo di platino per Salvami
  - 2010 – Premio speciale Arena di Verona
  - 2012 – Premio disco di platino per Dietro le apparenze
  - 2014 – Premio disco platino per Senza paura
  - 2014 – Premio singolo platino per Quando una stella muore
  - 2015 – Premio disco di platino per Senza paura
  - 2017 – Premio disco multiplatino per Oronero
  - 2017 – Premio singolo di platino per Oronero
  - 2018 – Premio Live per Oronero Tour
  - 2023 – Premio SIAE
- Nastro d'argento
  - 2003 – Migliore canzone originale per Gocce di memoria
  - 2023 – Candidatura alla miglior attrice in un film commedia per Scordato
- Premio Lunezia
  - 2012 – Autrice dell'anno - album pop per Dietro le apparenze[66][67]
- Telegatto
  - 1995 – Miglior interprete femminile[196]
- Umbria Film Festival
  - 2023 – Miglior esordio cinematografico per Scordato
- Sanremo Giovani
  - 1993 – Vincitrice della prima edizione con Nasceremo

### Altri riconoscimenti
- All Music Italia Awards
  - 2016 – Candidatura al miglior album per Oronero[197]
- Leggio d'oro
  - 2010 – Premio per il concerto benefico Amiche per l'Abruzzo
- Musicultura
  - 2017 – Premio UniMarche alla carriera
- Premio Campidoglio
  - 2007 – Premio alla carriera[198]
- Premio LondonOne radio Award
  - 2023 – Premio alla carriera
- Premio European Award
  - 1994 – Best Young Italian Artist
- Riccio D'Argento
  - 2005 – Migliore cantante italiana per MTV Unplugged
- Rockol Awards
  - 2023 – Candidatura al miglior album per Blu[199]
- Vota la voce
  - 1995 – Miglior cantante donna[200]
- 2023 - Vince il premio LondonOne radio Award, dato dalla radio in UK

### Riconoscimenti non artistici
- 1995 – Premio simpatia: oscar capitolino per la solidarietà[201]
- 1995 – Ambasciatrice della romanità[202]
- 1999 – Ambasciatrice UNICEF[182]
- 2005 – Madrina fondazione La Tartallegra per la difesa dell'infanzia[183]
- 2010 – Madrina fondazione Madraxa (acronimo di Madrine Amiche per l'Abruzzo)[187][188]